# Epania australis
Epania australis là một loài bọ cánh cứng trong họ Cerambycidae.